# Дикло
Дикло (груз. დიკლო) — селение в Ахметском муниципалите Тушетии, Грузия.

## География
Расположено на склоне над левым берегом реки Андийское Койсу, в четырёх километрах от границы Дагестана на востоке и в 9 километрах от границы Чечни на севере, недалеко от селения Омало, к юго-западу от горы Диклосмта. Это село примечательно руинами средневековой крепости, которая охраняла Тушети от набегов. Легенда говорит, что однажды в этой крепости всего 16 воинов оборонялись на протяжении 18 дней против многотысячного вражеского воинства.

## Галерея

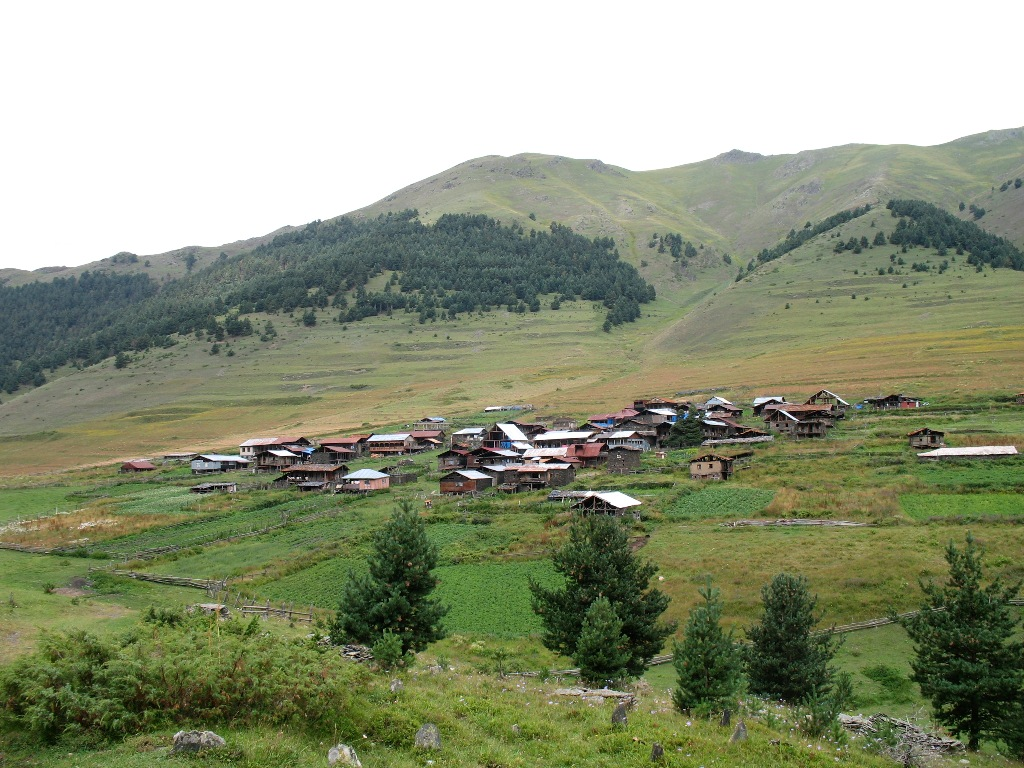
Село Дикло
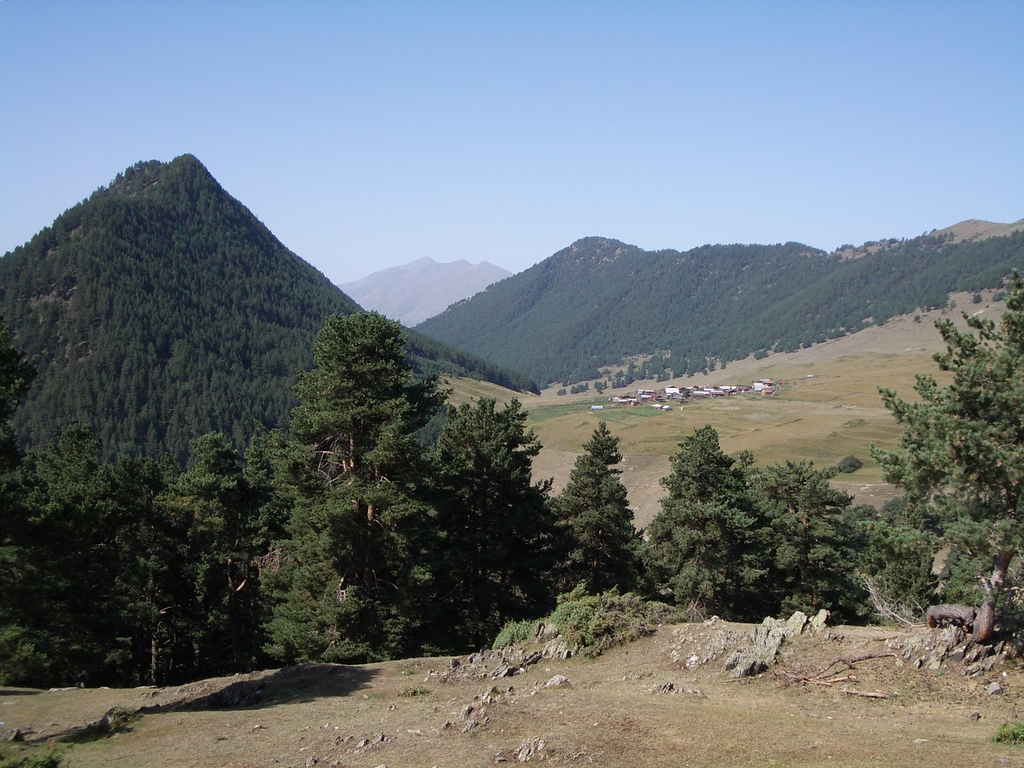
Дикло